# Paihkasvaarri
Paihkasvaarri är ett berg i Finland. Det ligger i Enontekis i landskapet Lappland, i den norra delen av landet, 1 000 km norr om huvudstaden Helsingfors. Toppen på Paihkasvaarri är 860 meter över havet.
Terrängen runt Paihkasvaarri är huvudsakligen kuperad, men åt nordväst är den platt.  Trakten runt Paihkasvaarri är nära nog obefolkad, med mindre än två invånare per kvadratkilometer. Närmaste större samhälle är Kilpisjärvi, 13,8 km väster om Paihkasvaarri. Omgivningarna runt Paihkasvaarri är i huvudsak ett öppet busklandskap.